# Apollo-Theater (Tiflis)

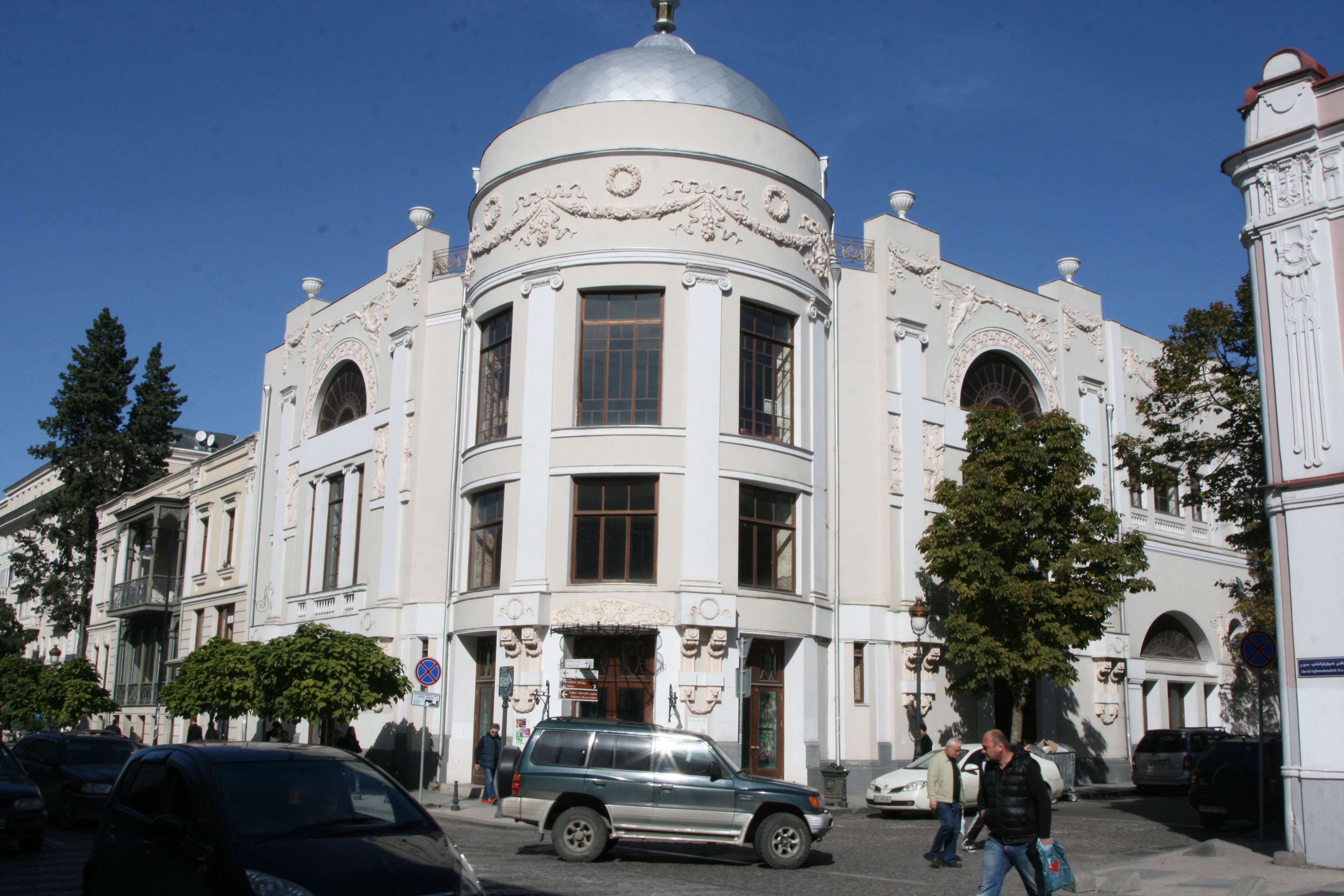
Das Apollo-Theater am 19. Oktober 2015

Das Apollo-Theater (georgisch აპოლო (კინოთეატრი) Apollo (Kinoteatri)) in der georgischen Hauptstadt Tiflis war eines der frühen Kinos und im Jugendstil erbaut. Anfang der 1990er Jahre wurde es geschlossen und Anfang des 21. Jahrhunderts wieder eröffnet.

## Geschichte
Damals noch elektrisches Theater genannt, wurde das Filmtheater 1909 erbaut und sollte die berühmten, gleichnamigen Kinos in London, Rom, Paris und Madrid ergänzen. Es wurde über 80 Jahre betrieben und in den frühen 1990er Jahren auf Grund der politischen Unruhen im Land geschlossen. Seitdem verfiel der Jugendstilbau.

## Neubelebung
Da das Apollo eine große historische Bedeutung für Generationen von Tiflisser Bürgern hat, und auch viele Jahre ein kulturelles Zentrum der Kaukasusregion war, beschloss die Architektin und Präsidentin der Unternehmensgruppe NG Galaxy Nana Hernandes Getaschwili das Bauwerk zu rekonstruieren und seine städtische Bedeutung zu reaktivieren. Es soll wieder ein Kino betrieben werden mit großräumigen Möglichkeiten für Festivals, Feierlichkeiten, öffentlichen und privaten Veranstaltungen, eingebunden in einen elfstöckigen Gebäudekomplex mit Einkaufszentrum, Hotel, Casino und Restaurants.